# Глибоцький район
Глибо́цький райо́н (біл. Глыбоцкі раён) — адміністративна одиниця Білорусі, Вітебська область. 

## Адміністративний устрій
В районі 13 сільрад:
- Голубицька
- Залєська
- Зябковська
- Коробовська
- Ломашевська
- Обрубська
- Озерецька
- Пліська
- Подсвільська
- Прозороцька
- Псуєвська
- Удєловська
- Узрецька

## Географія
Глибоцький район межує з Поставським районом на заході, Шарковщинським районом на півночі, Міорським і Полоцьким районами на північному сході , Ушацьким районом на сході, Докшицьким районом на півдні.
У межах району розташована єдина в Білорусі печера «Сахновичі».

## Історія
Глибоцький район утворено Указом Президії Верховної Ради СРСР від 15 січня 1940 року як адміністративна одиниця Вілейської області. До складу району увійшли місто Глибоке, Глибоцької і частина Залєської волості Дісненського повіту. Територія району склала 592 км² з населенням 35 099 чоловік (в Глибокому — 9650).
3 липня 1944 року радянські війська звільнили місто Глибоке. З 20 вересня 1944 року, територія Глибоцького району стала одиницею Полоцької області.
8 січня 1954 року проведена адміністративно-територіальна реформа, згідно з якою Глибоцький і Пліський райони стали частиною Молодечненської області.
З 20 січня 1960 року район — у складі Вітебської області.